# 寧壽宮花園

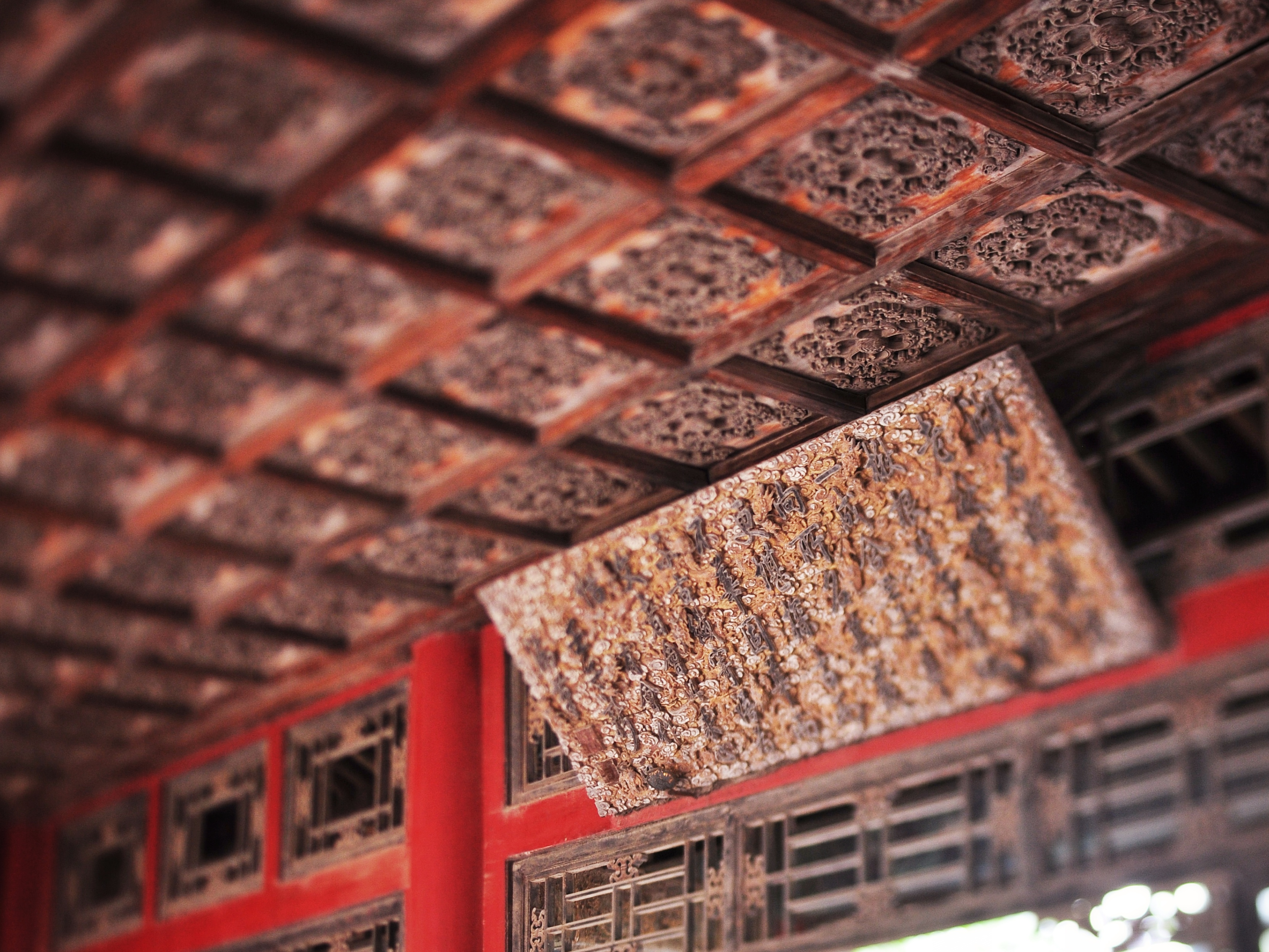
古华轩明间内檐朝北的匾额

寧壽宮花園，又称“乾隆花园”，位于宁寿宫后区西路。

## 综述
清朝乾隆三十七年（1772年）到乾隆四十一年（1776年）改建宁寿宫时，在宁寿宫后区西部的东西宽约40米、南北长160米的窄长区域内建成了一座花园，备乾隆帝归政后游赏，故又名“乾隆花园”。
宁寿宫花园自南到北分成四进院落：
- 第一进院：主体建筑是古华轩，古华轩前有一株古楸树，古华轩因此树而得名。轩东的假山上有承露台，轩西有带有流杯渠的禊赏亭，亭北山上有旭辉庭。古华轩南侧有假山，假山中有曲径。古华轩东南角有曲廊、矩亭、抑斋围绕而成的小院，院内东南砌有假山，山上的小亭为“撷芳亭”。[1]
- 第二进院：古华轩后的垂花门内是第二进院。正房为遂初堂，其前方东西两侧有配房，通过转角廊、倒座廊将正房、配房、垂花门连成一体，形成一个典型的三合院。院内采用太湖石点景，疏植花木。[1]
- 第三进院：遂初堂后的第三进院主要为山景。院内假山峰峦起伏，山间还有深谷，山下有洞通往四方。有蹬道可上山，山上有天桥，耸秀亭立于山顶。院北有萃赏楼，西侧有延趣楼，东南山麓有坐北朝南的三友轩，三面出廊，东面紧邻乐寿堂的西廊。
- 第四进院：萃赏楼以北是第四进也是最后一进院。主体建筑为符望阁，符望阁南山屏上有碧螺亭，此亭的造型及装修都采用五瓣梅花形或者折枝梅花纹。亭南有小虹桥通往萃赏楼。山屏西南的养和精舍，平面呈曲尺形。符望阁西有玉粹轩，符望阁北有倦勤斋，玉粹轩北依着西墙有小楼竹香馆，外面围有一道南北向弓形的矮墙。倦勤斋南侧、玉粹轩北侧接有爬山廊，可到竹香馆的二层。[1]

宁寿宫花园布局合宜，经营有绪。屋顶形式多样，色彩丰富，有黄色、绿色、蓝色、紫色、翠蓝色等色彩，梁枋彩绘大批使用金线苏式彩画。南北中轴线的布置有所变化，后半部的中轴线略向东移。宁寿宫花园既带有私家园林的玲珑精秀，又和皇宫的氛围很协调。
2001年，故宫博物院和世界建筑文物保护基金会成立了一个国际合作队伍，以修复保护倦勤斋，后来该保护项目扩展至倦勤斋所在的宁寿宫花园里的所有建筑。整个宁寿宫花园的修复与保护工作共分四个阶段，预计将在2017年全部完工。2008年11月10日，倦勤斋保护工程竣工。故宫博物院院长郑欣淼表示：“倦勤斋保护项目作为故宫大修的组成部分，具有试点意义，其经验将被推广到整个故宫。”

## 建筑

### 第一进院

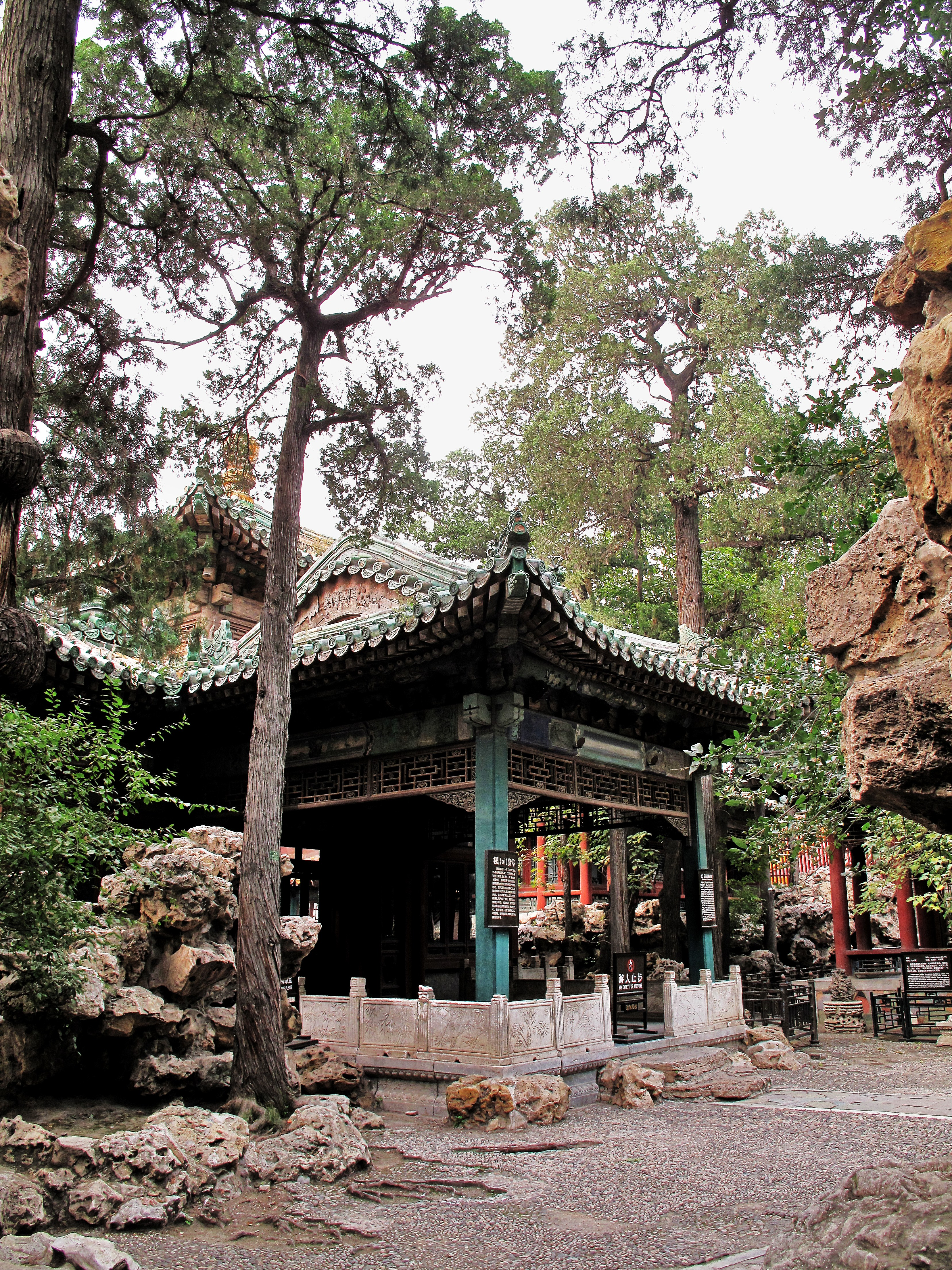
禊赏亭

- 衍祺门：位于整个宁寿宫花园的最南端，是花园的南门，也是第一进院的正门。衍祺门以东为养性门。衍祺门内正面是一组假山，穿过假山中的山洞，可来到古华轩前。
- 古华轩：为第一进院落的主体建筑。建于清朝乾隆三十七年（1772年）。古华轩是一座坐北朝南的敞轩，面阔三间带回廊，正面悬挂着乾隆帝御笔“古华轩”木匾。卷棚歇山顶，黄琉璃瓦绿剪边。檐柱之间设有倒挂楣子和坐凳，金柱间有透空灯笼锦落地罩，以区分内外，内外空间形成了贯通之势。古华轩明间内檐以及三间后檐悬挂着木雕龙匾四块，明间北柱朝南挂对联一副“明月清風無盡藏，長楸古栢是佳朋”，均为乾隆帝为古楸而题写。古华轩前檐下种植有古楸树一株，建古华轩时树龄已逾百年，古华轩便因此古树而得名。古华轩的装修十分素雅，轩内的天花采用卷草花卉图案的楠木贴雕。因为图案凸起于天花板上，所以产生了强烈的立体感，独具韵味。[3]
- 禊赏亭：位于第一进院落西侧，建于清朝乾隆三十七年（1772年）。坐西朝东，位于须弥座平台上，面阔三间，进深三间，前出抱厦，平面呈“凸”字形，三面出歇山顶，中间是四角攒尖琉璃宝顶，黄琉璃瓦绿剪边，檐下绘有苏式彩画。明间后面设有黑漆云龙屏门，以遮挡亭后的高墙，北侧有游廊通往旭辉庭。禊赏亭抱厦内的地面凿石成曲折状的渠，渠长27米，取“曲水流觞”之意，称为“流杯渠”。渠水源自禊赏亭南侧假山后面隐蔽的水井，汲水进缸，经过假山内的暗渠流到流杯渠中。禊赏亭内外均绘有竹纹，代表王羲之兰亭修禊时的“茂林修竹”。禊赏亭前砌有山石踏步，亭檐下面用刻着竹纹的汉白玉栏板围护。[4]
- 旭辉庭：位于禊赏亭以北的假山上，坐西朝东。建于清朝乾隆三十七年（1772年）。面阔三间，进深一间，歇山式卷棚顶，覆黄琉璃瓦绿剪边。明间开门，其他各间为槛墙、支摘窗（日语：蔀），窗是步步锦格扇芯。东侧、南侧前出廊，南侧连接爬山游廊。檐下绘有苏式彩画。旭辉庭因朝东，高居假山上，可迎日出，故乾隆帝题“旭辉”。
- 撷芳亭：位于第一进院落的东南隅。北侧是抑斋，抑斋西侧有游廊相连，游廊向西延伸，转而向南，围成一个小院。游廊转角处建有矩亭。撷芳亭建在石山上，高出墙垣，从亭中可以俯瞰院内外的风景。撷芳亭是四角攒尖顶，绿琉璃瓦顶，黄琉璃瓦件饰檐、脊。檐下有倒挂楣子、白石坐凳栏杆。石山上有蹬道，可登上撷芳亭。[5]
- 抑斋：位于第一进院落内的东南角，建于清朝乾隆三十七年（1772年）。坐北朝南，面阔两间，硬山式卷棚顶，顶覆黄琉璃瓦绿剪边，前后出廊，檐下绘有苏式彩画。前后开有门，门户错置，步步锦隔扇门，其他是槛窗，玻璃屉窗。室内是小佛堂，隔断上嵌有佛龛。东间有门可以暗通养性殿的西配殿佛堂。抑斋前的东南隅假山上有撷芳亭；抑斋西侧为矩亭；抑斋向北可到露台。[6]
- 矩亭：位于第一进院落，抑斋西侧，建于清朝乾隆三十七年（1772年）。矩亭平面呈方形，坐西朝东，四角攒尖宝顶，黄琉璃瓦绿剪边。檐下绘有苏式彩画。矩亭内的西面是游廊槛窗，上面悬挂着乾隆帝御笔“矩亭”匾，顶部为编织纹天花，此为宫中仅有。矩亭的南面、北面、东面接有游廊，向南可通往衍祺门，向北可到露台，向东可到抑斋。 [7]
- 露台：又称“仙台”，位于第一进院落东侧。建于清朝乾隆三十七年（1772年）。露台位于太湖石堆叠的假山上，面积7平方米，用白石栏杆围绕。栏板宽0.84米，高0.42米，南北相对各有两块，西侧为三块，东侧为两块，东侧中间为入口，栏板之间有石望柱。露台内的地面铺有米黄色斑石。露台外顺山北下，有木石栏杆，露台南北两侧有石阶通往露台下的石洞。石洞的正面和南面各辟有洞门，正面是朱扉金钉宫门，南面是朱漆板门。门洞口都是宽0.8米，高1.9米，素白石券。南门券顶上方是半圆形木雕透窗。洞内有佛龛，坐北朝南，东壁上嵌着石刻乾隆帝御书佛经，冬季阳光经过透窗可以直射在经文上。[8]

### 第二进院
- 院门：位于位于宁寿宫花园的南北中轴线上，古华轩后面，遂初堂之前，是第二进院落的院门。院门是四扇绿漆的垂花门。[9]
- 遂初堂：位于宁寿宫花园的南北中轴线上，古华轩后面，是第二进院落的正房。建于清朝乾隆三十七年（1772年），嘉庆、光绪年间重修。遂初堂面阔五间，进深三间，坐北朝南，卷棚歇山顶，黄琉璃瓦绿剪边，前后出廊。前廊下悬挂着乾隆帝御笔满文与汉文“遂初堂”匾额。中间开门，其他各间开支摘窗。明间是过厅，穿过过厅可来到宁寿宫花园的第三进院落。遂初堂左右有转角游廊，和东、西配房前廊相连。[9]遂初堂内匾额为“养素陶情”，东室内对联为“屏山静水皆真宰，萝月松风合静观”。
- 东、西配房：各五间，北三间为明廊，中间开门，南二间为暗廊。配房南端出廊，和院墙垂花门的倒座游廊相连。外檐都绘有苏式彩画，虎皮石墙基。正房、东西配房以及转角游廊、廊房围合成一个平面很方正的庭院。院内叠有石山一座，太湖石点景，疏植花木，环山有翠竹、绿树，海墁地面铺有方砖甬路，以连接正房和东西配房。[9]

### 第三进院
- 三友轩：位于第三进院落，坐北朝南，是一座三开间的小轩。建于清朝乾隆三十九年（1774年）。黄琉璃瓦卷棚顶，西为歇山式，东为硬山式，三面出廊，这种屋顶构造形式是宫中仅有。三友轩明间槅扇四扇，中间两扇是门，檐下悬挂“三友轩”匾，两个次间是灯笼锦支摘窗。三友轩内以松、竹、梅“岁寒三友”作为装修主题。紫檀透雕圆光罩上的竹叶以玉片镶嵌。东为三扇支摘窗，和乐寿堂可隔窗相望。后檐都是支摘窗，窗外是假山。西次间的西墙辟有窗，用紫檀木透雕松、竹、梅纹的窗棂。透过西窗，可以欣赏窗外的假山、翠竹、青松。[10]
- 延趣楼：位于第三进院落西侧。建于清朝乾隆三十七年（1772年），后来嘉庆七年（1802年）修，光绪十七年（1891年）重修。延趣楼分为上下两层，连廊面阔五间，进深三间。歇山卷棚顶，黄色琉璃瓦件饰檐、脊，其他铺有𡧗绿色琉璃瓦，脊角走兽五个。檐下梁枋绘有苏式彩画。延趣楼的东面、南面、北面出廊。廊檐安有倒挂楣子，下面设有栏杆。廊内侧安有门窗以分隔内外空间，门窗上部均以棂条拼为步步锦。室内装修用多种瓷片镶嵌装饰。延趣楼初建时，有天桥自楼上通至院内石山的峰顶，嘉庆二十二年（1817年）将天桥拆除，形成了如今的格局。[11]延趣楼有对联：“軒亭喜淳樸，甌研總清嘉”。
- 耸秀亭：位于第三进院落，院内堆叠着很高的假山，山顶有耸秀亭。耸秀亭平面呈方形，四角攒尖顶。黄色琉璃瓦件饰檐、脊，其余铺𡧗绿色琉璃瓦。檐下有倒挂楣子，下设有坐凳栏杆。耸秀亭下是悬崖峭壁，还有幽深的洞谷。从亭内可俯瞰宁寿宫园内外的风景。[12]
- 萃赏楼：位于第三进院落北侧。建于清朝乾隆三十七年（1772年），嘉庆年间、光绪年间先后进行修葺。萃赏楼坐北朝南，卷棚歇山顶，黄琉璃瓦绿剪边。上下分为两层，各面阔五间，前后出廊。萃赏楼正面下层是明廊，上层东四间是明廊，西梢间隔成暗廊，明间开有门，其他各间均为窗。萃赏楼的后檐下层两次间分别开一门，上层中间开门，其他各间均为窗。隔扇门都是步步锦隔心，夔龙团纹裙板，窗是步步锦支摘窗。上下檐柱之间设有雕花彩绘木栏杆。外檐饰有博古纹苏式彩画，檐下安有倒挂楣子。萃赏楼上后檐明间的门外架有一座凌空的白石小桥，通至后山主峰上的碧螺亭。萃赏楼前的假山峰峦叠起，洞谷连通。萃赏楼西侧有上下游廊通往云光楼。[13]萃賞樓下西室匾曰“聚景”，兩旁楹聯為“金界樓台思訓畫，碧城鸞鶴義山詩”。樓上兩匾，一為“積芳”，一為“延綠”，楹聯為“素壁題詩還自檢，明窗披帙雅相親”。

### 第四进院

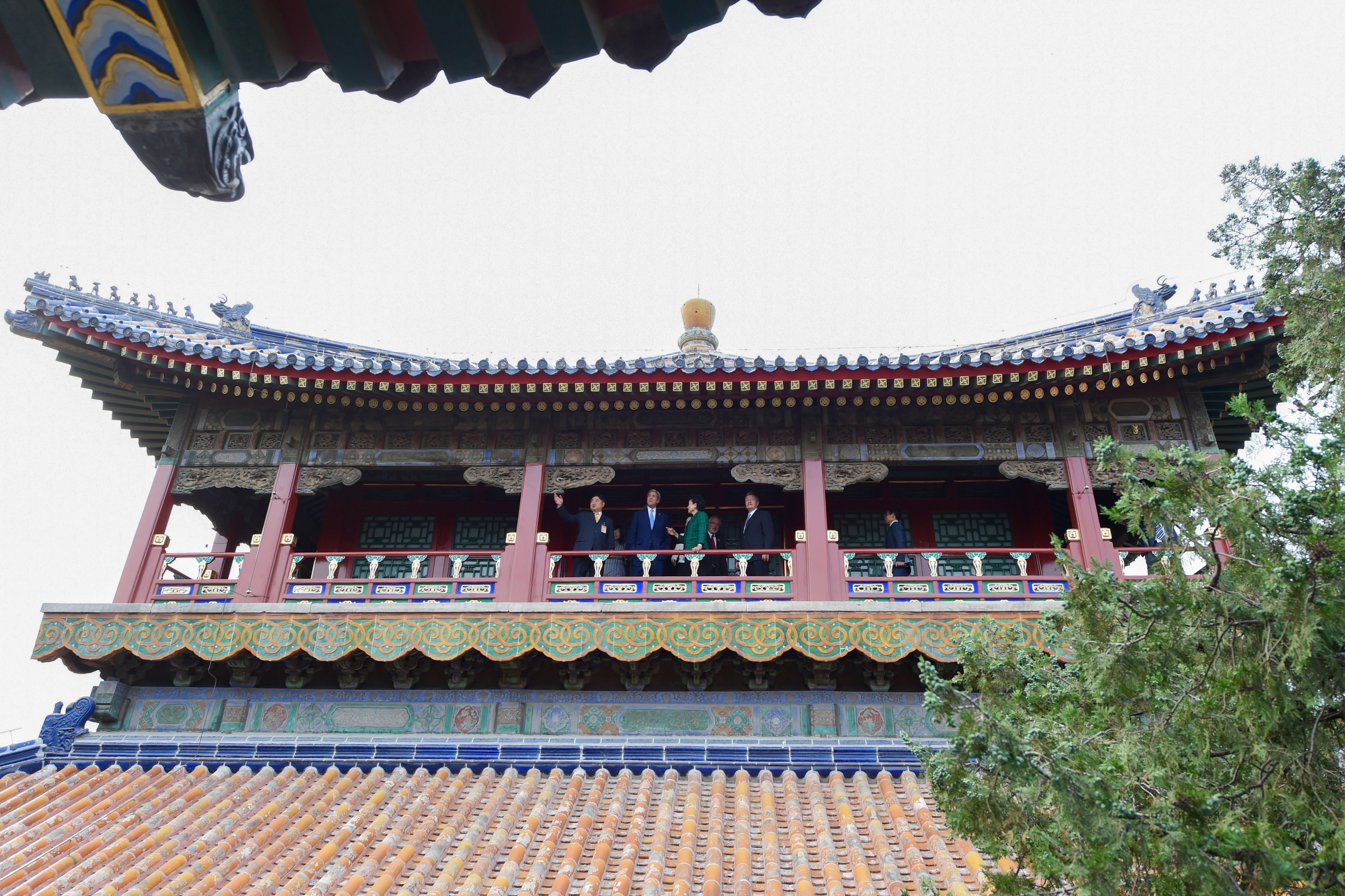
2016年6月5日，中国国务院副总理刘延东与美国国务卿克里共同考察由故宫博物院和美国世界建筑文物保护基金会合作进行的故宫乾隆花园修复工程，在符望阁三层由故宫博物院院长单霁翔（左一）向刘延东（左三）、克里（左二）及美国驻华大使博卡斯（左四）介绍故宫。

- 符望阁：是第四进院落的主体建筑。建于清朝乾隆三十七年（1772年），嘉庆七年（1802年）修，光绪十七年（1891年）重修。符望阁形制仿建福宫花园的延春阁。平面呈方形，外观为两层，内部实为三层，四角攒尖顶。蓝色琉璃瓦件饰檐、脊，其余铺𡧗黄色琉璃瓦。符望阁室内用不同类型的装修分隔空间，在穿越各门之际，容易令人迷失方向，故俗称“迷楼”。室内以金、玉、珐琅等等镶嵌装饰，非常精美。乾隆年间，每年农历腊月二十一日，乾隆帝在此赏饭给王公大臣。嘉庆帝曾登该阁，并作《咏符望阁》诗。符望阁是宁寿宫花园中最为高大的建筑，从阁上可俯瞰紫禁城内外景色。[16]符望阁中对联为“澄懷觀物真超矣，得意忘言亦快哉”。
- 雲光樓：位于第四进院落西南隅，楼内悬挂“养和精舍”匾额。建于清朝乾隆三十七年（1772年），形制仿建福宫花园的“玉壶冰”。云光楼平面呈曲尺形，西依宫墙，从北向南又折向东。云光楼分为上下两层，上顶北侧是歇山顶，东侧是硬山顶。前檐出廊，上层北侧用石桥和院内的假山相连，东侧外接上下两层游廊通往萃赏楼。云光楼前有蜿蜒横过的假山，假山主峰上有碧螺亭，平面呈五瓣梅花形。云光楼内东侧设有佛堂，匾额“西方极乐世界安养道场”。乾隆帝、嘉庆帝均作有《养和精舍》诗。[17]雲光樓楹聯為“春鳥有言率和樂，上林無樹不森沉”。雲光樓下南室對聯為“四壁圖書鑒今古，一庭花木驗農桑”。西樓上匾曰“雲光”，其內供佛，對聯為“一龕古佛鐘魚寂，半榻天風衣袂寒”。
- 碧螺亭：位于符望阁南侧的叠山主峰上，因平面似梅花，构件饰以梅花纹，所以又称“碧螺梅花亭”，建于清朝乾隆三十七年（1772年）。碧螺亭平面呈梅花形，底下有五瓣形须弥座，五柱五脊，重檐攒尖顶，上层覆盖翡翠绿琉璃瓦，下层覆盖孔雀蓝琉璃瓦，上下两层都用紫晶色琉璃瓦剪边，上面安有束腰蓝底白色冰梅宝顶。每层有五条垂脊，分成五个坡面，也是仿梅花。亭柱之间围成弧形的白石栏板上雕有各类梅花纹图案。柱檐下方安有透雕折枝梅花纹的倒挂楣子。碧螺亭内的顶棚是贴雕的梅花图案天花。上下檐的额枋彩画是点金加彩折枝梅花纹苏式彩画。碧螺亭前檐下方悬挂乾隆帝御笔“碧螺”匾。碧螺亭南架有一座石桥，通往萃赏楼的二层，碧螺亭东西两侧有石阶可通往山下。[18]
- 玉粹轩：位于第四进院落，西依宫墙，东为符望阁。清朝乾隆三十七年（1772年）仿建福宫花园凝晖堂而兴建。玉粹轩面阔三间，前出廊，歇山卷棚顶，绿色琉璃瓦件饰檐、脊，其余铺𡧗黄色琉璃瓦。玉粹轩内分隔为三室，南为“得闲室”，北为佛堂。室内有通道向北通往竹香馆。玉粹轩前东南侧横亘着一道用彩色石片贴面的短垣，北侧通过游廊向东和符望阁连接，将玉粹轩前隔出了一个小院。玉粹轩南和石山相连接，山上有蹬道通往山顶。[19]得閑室對聯為“甄性神明鏡，陶情翰墨筵”。
- 竹香馆：位于符望阁西北，西依宫墙，坐西朝东。清朝乾隆三十七年（1772年）仿建福宫花园碧琳馆而兴建。竹香馆分为上下两层，主楼三间，两侧耳楼各为一间。耳楼两端连有斜廊，向北通往倦勤斋，向南通往玉粹轩。主楼是歇山卷棚顶，黄色琉璃瓦件饰檐、脊，其余铺𡧗绿色琉璃瓦。竹香馆的外侧堆成石山，下层的窗口掩映在山石的缝隙中。竹香馆前有弓形墙垣，墙垣正中开有八方形洞门，两侧安有琉璃漏窗，将竹香馆围合成一个独立的小院，小院内松柏苍翠。[20]墙垣八方形洞门上方刻有“映寒碧”三字。
- 倦勤斋：位于宁寿宫花园最北端，符望阁北侧，北依宫墙。清朝乾隆三十七年（1772年）仿建福宫花园敬胜斋而兴建。倦勤斋坐北朝南，面阔九间，卷棚硬山顶，绿琉璃瓦黄剪边。前出廊，檐下绘有苏式彩画。倦勤斋东五间和符望阁相对，东西分别接有游廊，各与符望阁的东西廊相接，房廊相对，形成封闭院落，自然形成了倦勤斋东五间、西四间的格局。倦勤斋前由东、西两段游廊隔成一个庭院，庭院内有古柏，有十字方砖甬路。西四间前建有一弧形院墙，院墙中间开八方门，通向竹香馆。[21]
  - 倦勤斋东五间：明间开门，其他各间为步步锦支摘窗，明间檐下悬挂着“倦勤斋”匾额。内顶棚糊有团花纹天花。倦勤斋东五间、西四间室内南侧均为过道。东五间自东次间东前檐柱到西次间西前檐柱建有平面呈“凹”字形的仙楼（凹口朝南），用纱橱隔成数间小室，设有宝座床多处。仙楼是“卍”字锦底竹丝挂檐，镶嵌玉璧，裙板为百鹿图，夹纱双面绣隔心，这是清朝乾隆时期内檐装修中的精品。中央有通道和西四间相通。[21]东五间明间仙楼一层宝座后的对联为“一貫惟誠主於敬，萬幾無曠本諸身”。
  - 倦勤斋西四间：顶棚绘有竹架藤萝的海漫天花，四周环绕着竹篱，楼阁之间有白鹤、喜鹊、姚黄魏紫，这番美景是室内的通景画。此画是乾隆年间宫廷画师郎世宁、王幼學的作品，裱糊在室内西墙、北墙及顶棚上。南面中间立有一楠木雕彩绘竹纹圆光罩，和北墙裱糊的通景画中的彩绘竹篱圆光罩相对应。室内西侧有一方形小亭，坐西朝东。该亭是木质仿竹纹，又称“竹亭”，四角攒尖式顶，上有涂金木宝顶。亭南和亭北设有木质仿竹夹层篱笆。后檐南北两侧各设有一个门，供上下场用，这是倦勤斋小戏台，是为乾隆帝当太上皇时在室内看戏而建。[21]戏台的面阔和进深均不足4米，规格和漱芳斋后殿西间的“风雅存”戏台相仿。戏台的上、下场门后面（西侧）将近1米宽的过道与戏台南北两侧所设的木质仿竹夹层篱笆相连。戏台前有一块2米多见方的平台，四周围有栏杆，据说是演出杂耍、戏法时所用。[22]戏台前侧的两根柱子上悬挂对联“著添南极应无算，喜在嘉生兆有年”。乾隆年间，南府的太监经常在该戏台演唱岔曲。室内东侧设有一仙楼，坐东朝西，分为上下两层，两层正中各设有一个宝座床，是看戏时使用。[21]仙楼二层宝座后有一副对联。仙楼东侧为楼梯，自南向北而上，南侧正对西四间的门。
- 珍妃井：位于倦勤斋东侧，宁寿宫景祺阁北院的西墙外，因光绪帝珍妃1900年被投入此井溺亡而得名。
- 贞顺门：位于珍妃井以北，坐南朝北，是宁寿宫花园的北门，也是整个宁寿宫的北门。